# Acasis miracula
Acasis miracula är en fjärilsart som beskrevs av Inoue 1942. Acasis miracula ingår i släktet Acasis och familjen mätare. Inga underarter finns listade i Catalogue of Life.